# Луїза де Коліньї
Луїза де Коліньї (фр. Louise de Coligny, 23 вересня 1555, Шатійон-Коліньї — 13 листопада 1620 , Фонтенбло
) — французька аристократка з роду Коліньї, четверта дружина Вільгельма I Оранського, княгиня Оранська-Нассау.

## Біографія
Луїза була старшою дитиною адмірала Франції Гаспара де Коліньї та його дружини, Шарлотти де Лаваль (1530—1568), дочки графа Гі XVI де Лаваль-Монфор. Отримала різнобічну, але сувору протестантську освіту. Після ранньої смерті матері виховувалася королевою Наварри Жанною III. Тут Луїза познайомилась та завела дружбу із сином Жанни, майбутнім королем Франції Генріхом IV.
У віці 17 років (у 1572) Луїза, за порадою батька, виходить заміж за Шарля де Теліньї (1535—1572), фаворита короля Карла IX. Шлюб цей виявився недовгим, так як граф де Теліньї, як і батько Луїзи Гаспар де Коліньї, були убиті у Варфоломіївську ніч 24 серпня 1572 року, відмовившись перейти у католицтво. Після цих трагічних подій Луїза де Коліньї, разом з своєю свекрухою Жаклін д'Ентремон, вимушена була втікати з Франції — спочатку у Савойське герцогство, потім у Швейцарію — у Базель і у Берн. Після едикту у Больє вона повертається у Францію у 1576 році та живе у маєтках її покійного чоловіка у Льєрвіллі. Лише одного разу Луїза з'являється у королівському дворі — з проханням про повернення втраченого титулу та майна вбитого батька.
21 квітня 1583 року, у Антверпені, Луїза де Коліньї вдруге виходить заміж — за штатгальтера Нідерландів Вільгельма I Оранського-Нассау, ставши його четвертою дружиною. У 1584 році у Вільгельма та Луїзи народився син Фредерік-Генріх, у майбутньому принц Оранський. Після убивства у 1584 році і її другого чоловіка, Вильгельма — у присутності самої Луїзи — вона займається вихованням свого сина і дочок Вільгельма від третього шлюбу у традиціях протестантизму та займається їхніми майбутніми шлюбами.
Для підтримання постійних контактів з французькими протестантами — гугенотами — Луїза, разом з своїми небогами Єлизаветою Оранською-Нассау і Шарлоттою Брабантиною Оранською-Нассау у 1594 рокові приїжджає до Парижу, де відвідує королівський двір. Особливо стурбована Луїза була долею своєї онуки, Шарлотти де Ла Тремуйль, майбутньої графині Дербі. У зв'язку з вельми поважним протестантським походженням, тісними зв'язками з гугенотською аристократією і багаторічною дружбою з королем Генріхом IV, Луїза де Коліньї була вельми впливовою фігурою у політичному світі як Франції, так і Нідерландів.
Тривалий час Луґза де Коліньї прожила у Делфті. За рік до своєї смерті вона приїхала у Францію, до двору королеви Марії Медічі у палаці Фонтенбло. Упродовж всього свого життя Луїза де Коліньї залишалася відданою протестантській вірі. Похована у Ньївекерк, Делфт.